# Paweł Poszytek
Paweł Marek Poszytek (ur. 3 sierpnia 1968) – anglista, doktor habilitowany nauk filologicznych, edukator, autor tekstów, kompozytor, były rektor Collegium Humanum‬ w Warszawie.

## Życiorys
W 1992 ukończył filologię angielską na Uniwersytecie Warszawskim. W 2007 roku uzyskał na tej samej uczelni stopień doktora nauk humanistycznych o specjalności językoznawstwo.

### Działalność naukowa i ekspercka
Członek językowych grup doradczych i konsultacyjnych przy Komisji Europejskiej i Ministerstwie Edukacji Narodowej; m.in. od 2003 roku członek grupy konsultacyjnej powołanej przez MEN ds. wdrożenia w Polsce Europejskiego Portfolio Językowego. W latach 2004–2009 był członkiem grupy konsultacyjnej ds. tworzenia polityki językowej Unii Europejskiej. Ponadto: członek roboczej grupy językowej w ramach programu Edukacja i Szkolenia 2010 wspierającego strategię lizbońską oraz członek grupy eksperckiej powołanej przez Komisję Europejską – ELIN Europejska Sieć Inspektorów Językowych. W latach 2005–2007 członek zarządu europejskiego stowarzyszenia EALTA działającego na rzecz podnoszenia jakości w testowaniu biegłości językowej. Ponadto jest koordynatorem projektu Rady Europy „Country Profile”.
Od 2014 roku jest ekspertem programu „Horyzont 2020”. W okresie 2017–2018 współtwórca nowej podstawy programowej kształcenia ogólnego w zakresie języka obcego nowożytnego.
Od 2017 roku członek Polsko-Ukraińskiej Rady Wymiany Młodzieży oraz Rady Polsko-Niemieckiej Współpracy Młodzieży. Od 2018 jest też członkiem Rady opiniodawczo-doradczej do spraw edukacji o Holokauście przy MEN.
W październiku 2017 roku, podczas Zgromadzenia Ogólnego WorldSkills w AbuDhabi, Polska stała się członkiem organizacji WorldSkills Europe. Dr Paweł Poszytek objął funkcję Oficjalnego Delegata WorldSkills Poland. Rok później, podczas Zgromadzenia Ogólnego w Amsterdamie, wraz z przyjęciem Polski do struktur WorldSkills International powierzono mu obowiązki Oficjalnego Delegata odpowiedzialnego za reprezentowanie kraju również do globalnej struktury organizacji.
Ze względu na swoje zasługi w obszarze edukacji dr Paweł Poszytek został mianowany członkiem Rady Programowej International Institute of Informatics and Systemics (2019). IIIS zajmuje się m.in. zarządzaniem w edukacji oraz przywództwem edukacyjnym.
W latach 2020–2021 dr hab. Paweł Poszytek był członkiem Rady Narodowej Agencji Wymiany Akademickiej.

### Działalność w obszarze edukacji
Jest twórcą polskiej edycji europejskiego konkursu European Language Label realizowanego przez Fundację Rozwoju Systemu Edukacji na zlecenie Komisji Europejskiej, w którym nagradzane są nowatorskie inicjatywy w nauczaniu języków obcych.
W latach 2009–2011 był założycielem oraz prezesem zarządu Fundacji Instytut Jakości w Edukacji oraz pomysłodawcą kampanii „Język to podstawa. Ucz się języków”. W latach 2011–2016 był wykładowcą na studiach podyplomowych dla kadry zarządzającej oświatą na Politechnice Gdańskiej.
W ramach Fundacji Rozwoju Systemu Edukacji (FRSE) pełnił w latach 1998–2011 stanowisko koordynatora, a następnie wicedyrektora i dyrektora unijnych programów edukacyjnych: Lingua, eTwinnig, Socrates/Uczenie się przez całe życie.
W latach 2016–2023 był dyrektorem generalnym FRSE – Narodowej Agencji Programu Erasmus+. Fundacja Rozwoju Systemu Edukacji zarządza m.in. następującymi programami i inicjatywami:
- Erasmus+[9],
- Program Operacyjny Wiedza Edukacja Rozwój,
- Europejski Korpus Solidarności,
- Edukacja – EOG,
- WorldSkills Poland,
- Polsko-Litewski Fundusz Wymiany Młodzieży,
- Polsko-Ukraińska Rada Wymiany Młodzieży,
- eTwinning,
- Eurodesk Polska,
- EPALE,
- SALTO EECA,
- Eurydice.

W maju 2024 został mianowany na stanowisko rektora Collegium Humanum‬ w Warszawie z misją naprawczą zaplanowaną na trzy miesiące. Pełnił funkcję niespełna półtora miesiąca, potem zrezygnował ze stanowiska.

### Publikacje
Jest autorem artykułów dotyczących edukacji językowej wydawanych w Polsce i za granicą, w tym także przez tak renomowane wydawnictwa, jak Cambridge University Press i Multilingual Matters. Wydał m.in.:
- The Competences 4.0 as Facilitators in the Realisation, Management and Sustainability of Erasmus+ Projects in the Times of the COVID-19 Pandemic, Poltext (2021)
- Wyzwania pobudzają kreatywność | kompetencje cyfrowe przyszłością edukacji (2020), Polska Times[13]
- Edukacja w czasach pandemii. Wszyscy jesteśmy uczniami, „Rzeczpospolita” (2020)[14]
- Edukacja Online na wyciągnięcie ręki, „Wprost” (2020)[15]
- Kompetencje cyfrowe niczym przeciwciała zwiększą naszą odporność, „Dziennik Gazeta Prawna” (2020)[16]
- European index of Multilingual Policies and Practices in Exploring Language Frameworks, Cambrige University Press (2013)
- Policy Perspectives from Poland in The Common European Framework of Reference. The Globalisation of Language Education Policy; Bristol: Multilingual Matters (2012)
- Language Policy in the Educational System in Poland; Berlin: British Council (2011)
- European standards of testing language proficiency; Kraków: Universitas (2008)

### Działalność artystyczna
W latach 1992–2001 był liderem zespołu rockowo-popowego Radio 24. Od 2010 r. jest liderem i gitarzystą zespołu Navi.
| Album                                     | Rok wydania |
| ----------------------------------------- | ----------- |
| Zawsze Razem (Zic Zac Music Company)      | 1993        |
| Radio 24 (Polonia Records)                | 1994        |
| Krótka płyta o... (Zic Zac Music Company) | 1995        |

| Album                                           | Rok wydania |
| ----------------------------------------------- | ----------- |
| Siedem żyć (PePe Publishing)                    | 2013        |
| Piorunochron (Agencja Muzyczna Polskiego Radia) | 2016        |
| Introspekcje (Agencja Muzyczna Polskiego Radia) | 2017        |
| Nadejdzie jutro (singiel)                       | 2018        |
| Siedem żyć (reedycja elektroniczna)             | 2018        |
| Kłopot (singiel)                                | 2019        |
| 4 (NaVi i Grzegorz Wilk)                        | 2020        |